# 550
550 (DL) je bilo navadno leto, ki se je po julijanskem koledarju začelo na soboto.

## Dogodki
- 1. januar

## Smrti
- - Āryabhata I. Starejši, indijski matematik, astronom (* 476)